# Crossens
Crossens – wieś w Anglii, w hrabstwie ceremonialnym Merseyside, w dystrykcie metropolitalnym Sefton. Leży 31 km na północ od centrum Liverpool i 307 km na północny zachód od Londynu.